# Aquipendium

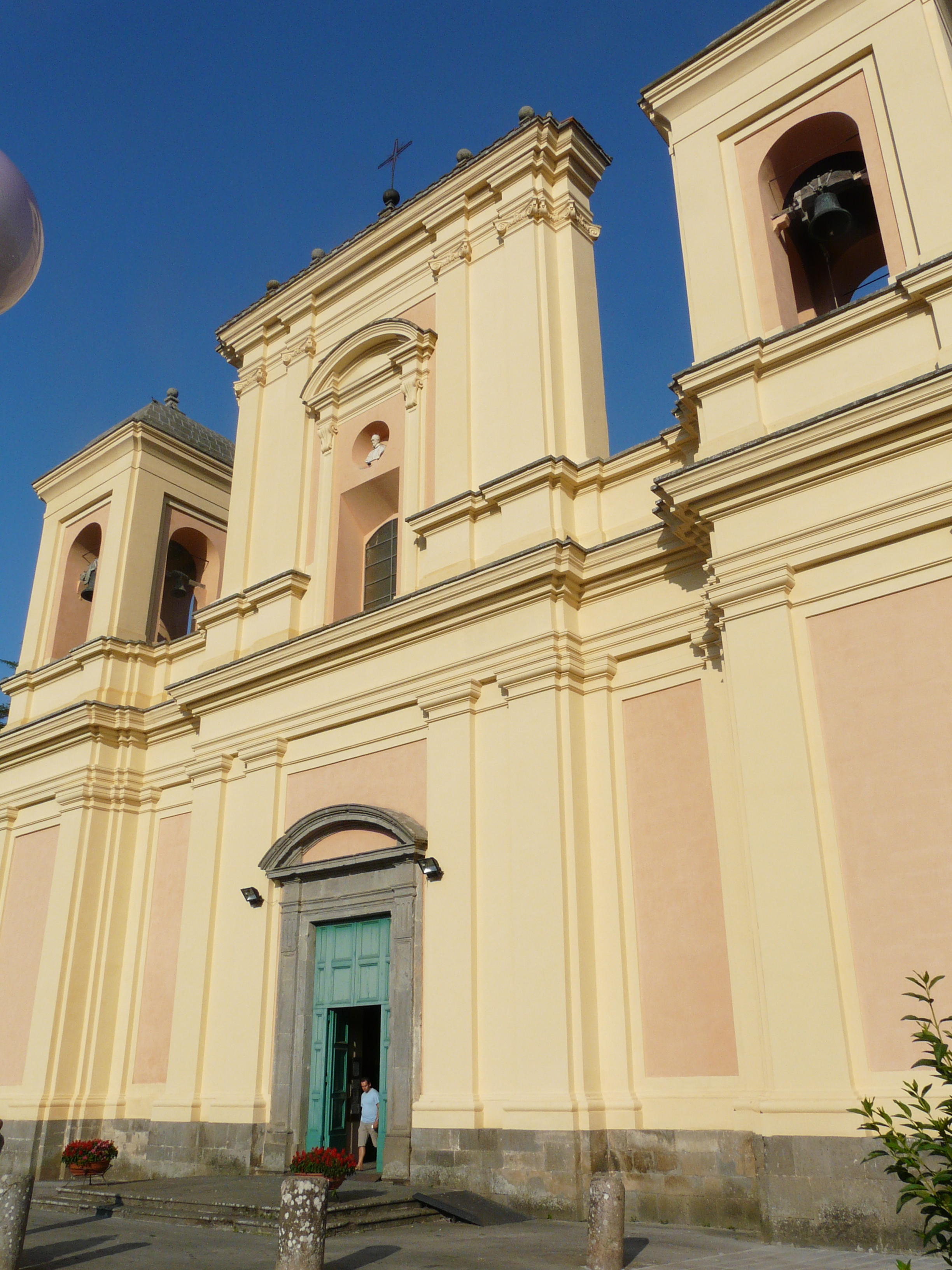
Dawna katedra diecezjalna w Acquapendente

Aquipendium (łac. Aquipendiensis, wł. Acquapendente) – stolica historycznej diecezji w Italii erygowanej 13 września 1649, a włączonej w 1986 w skład diecezji Viterbo. 
Współczesne miasto Acquapendente w prowincji Viterbo we Włoszech. Obecnie katolickie biskupstwo tytularne ustanowione w 1991 przez papieża Jana Pawła II.

## Biskupi tytularni
| Lp. | Biskup                  | Funkcja                                                             | Od                | Do              |
| --- | ----------------------- | ------------------------------------------------------------------- | ----------------- | --------------- |
| 1   | Jan Styrna              | biskup pomocniczy tarnowski                                         | 22 czerwca 1991   | 2 sierpnia 2003 |
| 2   | Renato Boccardo         | urzędnik Kurii Rzymskiej                                            | 29 listopada 2003 | 16 lipca 2009   |
| 3   | Pietro Parolin          | nuncjusz apostolski (do 2013), sekretarz stanu Stolicy Apostolskiej | 17 sierpnia 2009  | 22 lutego 2014  |
| 4   | Fabio Fabene            | podsekretarz Synodu Biskupów                                        | 8 kwietnia 2014   | 28 lutego 2017  |
| 5   | Enrique Martínez Ossola | biskup pomocniczy Santiago del Estero (Argentyna)                   | 19 czerwca 2017   |                 |